# Urbanek Crag
Urbanek Crag är en kulle i Antarktis. Den ligger i Sydshetlandsöarna. Argentina, Chile och Storbritannien gör anspråk på området. Toppen på Urbanek Crag är 30 meter över havet.
Terrängen runt Urbanek Crag är huvudsakligen kuperad, men åt nordväst är den platt. Havet är nära Urbanek Crag österut. Trakten är glest befolkad. Närmaste befolkade plats är Commandante Ferraz Station, 9,8 kilometer nordost om Urbanek Crag. 